# 玉の家梅翁
玉の家 梅翁（たまのや ばいおう、1828年 - 1897年9月16日）は、落語家。本名∶鈴木 重蔵。

## 経歴
- 安政頃に初代雀屋翫之助の門下で雀家志う鶴。
- 万延から文久頃に初代玉輔門下で五明楼国輔を経て慶応末に二代目五明楼玉輔を襲名。
- 明治維新後一時廃業する。
- 復帰して五明楼東雲、梅の家東司などで山の手や端席に出る。
- 1882年に三遊亭圓朝門下で圓叟から玉童。
- 1887年に初代三遊亭圓遊の門下で鼻光。
- 1890年？に三遊亭五明老から1892年6月に玉の家梅翁と名乗り隠居した。

## 人物
初代五明樓玉輔同様に義士伝を得意とした。

## 弟子
- 雀家翫之助